# Titularbistum Tamallula
Tamallula ist ein Titularbistum der römisch-katholischen Kirche.
Die in Nordafrika gelegene Stadt Tamallula lag im östlichen Teil der römischen Provinz Mauretania Caesariensis bzw. in der Spätantike Mauretania Sitifensis und ging im 7. Jahrhundert mit der islamischen Expansion unter.
| Titularbischöfe von Tamallula |                           |                                            |                  |                    |
| Nr.                           | Name                      | Amt                                        | von              | bis                |
| 1                             | Anthony Joseph Emery      | Weihbischof in Birmingham (Großbritannien) | 6. Dezember 1967 | 13. September 1976 |
| 2                             | Zygmunt Józef Pawłowicz   | Weihbischof in Danzig (Polen)              | 10. August 1985  | 18. März 2010      |
| 3                             | Michael Joseph Fitzgerald | Weihbischof in Philadelphia (USA)          | 22. Juni 2010    |                    |